# Gladiformers
Gladiformers - Robôs Gladiadores é um filme produzido pela Vídeo Brinquedo (a mesma de Os Carrinhos e Ratatoing) e criado por Marco Alemar. O filme lembra a franquia americana Transformers, incluindo os nomes de alguns personagens que são semelhantes como Julius Drive (Optimus Prime) e Magnum Tutor (Megatron). Sua abertura é a música Window to Nowhere da banda brasileira de power metal Angra. 
O filme conta a história de robôs chamados de Gladiformers que foram aprisionados em uma arena, chamada de Arena de Centurys, aonde terão que lutar até a morte. O personagem principal é Julius Drive, um princípe regente que procura saber o paradeiro de Mana Elos. Na trama os personagens se lembram de ocasiões passadas antes de irem parar na arena, contando um pouco da história de cada um.

## Personagens
- Julius Drive - Um príncipe Gladiformer foi o grande vencedor da luta.
- Magnum Tutor - Um poderoso Gladiformer que é derrotado por Julius.
- Dante Logus - Guerreiro e leal amigo de Julius.Derrotado por Magnum.
- Mora Jarte - O servo de Magnum derrotado por Patrion.
- Korjo Displo - Gladiformer briguento que venceu 7 torneios na arena.Derrotado por Magnum.
- Patrion Tokal - O maquinista que criou Projeto e foi derrotado por Julius.
- Marta Gortin - Líder de um território fora do comando de Julius Drive.Destruído por dar um ataque pelas costas.
- Projeto Um - O primeiro Gladiformer derrotado por Korjo.
- Mana Elos - A companheira e dona dos circuitos de Julius Drive quando este ainda era Princípe Regente. Segundo o mesmo, ela é o único organismo feminino de Centurys

## Elenco (versão brasileira)
- Estúdio: Uniarthe
- Giuliano Menfer como Julius Drive
- Raul Schlosser como Magnum Tutor e Locutor.
- Charlie Mambertt como Dante Logus e Mora Jarte.

```
Claudio Satiro
 como Korjo Displo
```

- Sidney Cesar como Patrion Tokal
- Marcio Sh como Marta Gortin
- Francisco Freitas como Supremobot 1.
- Wallace Costa  como Supremobot 2 e Projeto Um
- Vagner Santos  como Supremobot 3.
- Marco Alemar

## Elenco (versão em Inglês)
- Marc Thompson
- David Brimmer
- Dan Green
- Marc DiRaison
- Kasim Sulton
- Rory Max Kaplan
- Jason Griffith
- David Wills
- Jason Yudoff